# Johann von Döring
Johann von Döring (5. august 1741 i Lüneburg – 28. februar 1818 i Kiel) var en slesvigsk amtmand.
Han begyndte sin offentlige løbebane som drost i Wolfenbüttel, hvor han kom i kontakt med Gotthold Ephraim Lessing; fra 1781 levede han som privatmand i Altona; 1790 blev han udnævnt til amtmand i Sønderborg og Nordborg samt til kammerherre. 1803 entledigedes han efter ansøgning og døde 28. februar 1818 i Kiel som kgl. dansk gehejmekonferensråd. Han har skrevet nogle digte i forskellige Musenalmanache, især Göttinger Musenalmanach, af hvilke nogle er udkommet i særtryk.